# Храм Александра Невского (Луганск)
Храм Святого Александра Невского — православный храм в Луганске, заложенный в 2000 году и полностью достроенный в 2003 году по проекту архитектора Анатолия Бондарева. Храм украшают 6 куполов, на двух из них есть звонницы, общая площадь составляет 306 м². Расположен по ул. Будённого 119, на территории Университетского (Восточные квартала города) Луганского государственного университета им. Владимира Даля.  
Входит в число храмов Центрального благочиния г. Луганска. Храм также  является духовно-просветительским центром  для преподавателей и студентов Далевского университета. 
Храмовый комплекс включает в себя два храма. Верхний храм освящён в честь св. блгв. кн. Александра Невского, а нижний - в честь святой блаженной Матроны Московской - известной христианской подвижницы XX века.
Община была зарегистрирована 7 февраля 2000 года. Богослужения сначала проводились в специально приспособленном для молитвенных целей вагончике. Строительство завершено в 2003 году.
Нижний храм был освящен архиепископом Луганским и Алчевским Митрофаном (Юрчуком) в 2013 г. В честь освящения храма владыкой была принесена большая писанная икона блаженной Матроны Московской, которая является одной из главных святынь храма. Данная икона была написана и освящена на мощах святой в монастыре и подарена настоятельницей монастыря игумений Феофанией (Мискиной) владыке Митрофану в 2007 году.  
Трудами настоятеля храма архимандрита Макария (Любавцева) было построено приходское здание, которое служит трапезной, воскресной школой и ризничной храма. 
В 2023 году из Свято-Александро-Невской Лавры г.Санкт-Петербурга была привезена частица мощей святого благоверного князя для старинной храмовой иконы.  
Попечением настоятеля и общины в январе 2024 году на две колокольни храма была установлена система "Электронный звонарь", производства мастерской Андрея Дьячкова (г. Санкт-Петербуг).  
В ноябре 2024 года при храме было образовано Сестричество милосердия в честь святой блаженной Матроны Московской. Сестричество милосердия занимается палеативной, гуманитарной и волонтерской помощью нуждающимся, престарелым и болящим, находящимся на попечении общины храма.    
Духовенство храма окормляет Луганский государственный университет им. В. Даля, Луганский республиканский казачий кадетский корпус им. маршала авиации Александра Ефимова, Луганский колледж информационных технологий и предпринимательства и другие учебные заведения города.     
Храм занимается обширной духовной, преподавательской, волонтерской и социальной деятельностью, является организатором многочисленных благотворительных акций и мероприятий в городе и регионе.    
Настоятель храма - архимандрит Макарий (Любавцев).
Клирики храма: 
прот. Михаил Чекунов
протд. Александр Абраменко
диак. Александр Гогуадзе